# 織田信旧
織田 信旧（おだ のぶひさ）は、江戸時代中期の大名。丹波国柏原藩の第3代藩主。通称は豊次郎、織部。官位は従五位下山城守。高長系織田家6代。

## 生涯
宝永7年（1710年）、初代藩主・織田信休の3男として柏原にて誕生した。初名は長旧。
元文2年（1737年）2月9日、兄・信朝の末期養子として家督を相続する。同年3月19日、第8代将軍・徳川吉宗に御目見する。同年12月16日、従五位下・山城守に叙任する。元文3年（1738年）4月18日、藩主として初めてお国入りする許可を得る。延享3年（1746年）5月21日、江戸藩邸で暮らしていた養母（松平宣富の5女、養父・織田信朝室）が重体に陥り、予定より早く江戸に向かうことを許可される。
天明3年（1783年）4月29日、柏原において死去、享年74。柏原・徳源寺に葬られた。
篠原直『柏原藩史』によれば、信旧は外様大名でありながら、幕政に参加する希望を強く持っていたらしい。これに対し、老中・松平武元は家名を傷つけることもあるとして思いとどまらせたという。
なお、宝暦8年（1758年）3月、長男の元丸、次男の勇千代の早世により、後継者のいなかった信旧は、分家から信憑（高家旗本織田信栄の次男）を養子を迎えた。しかし同年、3男・信応の誕生を見る。その結果、信憑の治世に信憑系と信旧系の血族の間で藩主の地位をめぐるお家騒動が起きることになった。

## 系譜
子女は4男。
- 父：織田信休（1678-1723）
- 母：生田氏
- 養父：織田信朝（1709-1737）
- 養母：松平宣富五女
- 正室：岑姫 - 豊姫、常姫、細川宣紀の十女
- 生母不明の子女
  - 長男：元丸
  - 次男：勇千代
  - 三男：織田信応（1758-1801）
  - 四男：織田長貴
- 養子
  - 男子：織田信憑（1741-1832） - 織田信栄の次男